# Scleropactes zeteki
Scleropactes zeteki är en kräftdjursart som beskrevs av Van Name 1926. Scleropactes zeteki ingår i släktet Scleropactes och familjen Scleropactidae. Inga underarter finns listade i Catalogue of Life.